# Amethyst-Lauch
Der Amethyst-Lauch (Allium amethystinum) ist eine Pflanzenart aus der Gattung Lauch (Allium) in der Unterfamilie der Lauchgewächse (Allioideae) innerhalb der Pflanzenfamilie der Amaryllisgewächse (Amaryllidaceae). Er ist in Italien, Südosteuropa und der Türkei verbreitet und wird als Zierpflanze verwendet.

## Beschreibung

### Vegetative Merkmale
Der Amethyst-Lauch ist eine ausdauernde krautige Pflanze, die Wuchshöhen von 30 bis 120 Zentimeter erreicht. Die etwa 1,5 Zentimeter dicke Zwiebel hat weiße, pergamentartige Hüllen mit rauer, gefalteter Oberfläche, und keine oder nur wenige grau-gelbliche Nebenzwiebelchen, die 3 bis 5 Zentimeter oberhalb der Zwiebel an dünnen Stielen am aufrechten Stängel sitzen. Die 3 bis 7 grundständigen Laubblätter sind schmal, röhrig, meist rinnig, bis 8 Millimeter breit und bis 50 Zentimeter lang, mit wenigen kleinen Zähnen am Blattrand. Die Laubblätter umfassen das untere Drittel bis die Hälfte des Stängels und sind zur Blütezeit oft schon verwelkt.

### Generative Merkmale
Die Blütezeit reicht von Mai bis August. Der aufrechte Blütenstandsschaft ist 20 bis 120 Zentimeter lang, in der oberen Hälfte meist rötlich überlaufen. Der dichte, fast kugelförmige doldige Blütenstand hat einen Durchmesser von 3 bis 6 Zentimeter und enthält viele Blüten, aber keine Brutzwiebeln. Die an der Basis eiförmige Doldenhülle ist einklappig, hat einen bis 15 Zentimeter langen Schnabel und fällt nach dem Aufplatzen bald ab. Die 10 bis 25 Millimeter langen Blütenstiele sind oft rötlich, die inneren stehen aufrecht, die äußeren hängen oft herab.
Die zwittrigen Blüten sind schmal glockig bis eiförmig, 3 bis 4 Millimeter lang und 1 bis 2 Millimeter breit. Die äußeren Blütenhüllblätter sind länger und schmaler als die inneren, anfangs dunkelpurpurn, später blasser, manchmal fast weiß. Die behaarten Staubblätter sind länger als die Blütenhülle. Die 3 äußeren Staubblätter sind ohne pfriemliche Fortsätze, die 3 inneren Staubblätter haben je zwei pfriemliche Fortsätze, die deutlich länger sind als der mittlere Ast des Staubblattes, der den gelben oder violetten Staubbeutel trägt. Der bis 6 Millimeter lange Griffel ist oft rot gefärbt.
Die Blüten eines Blütenstands blühen stark zeitversetzt: Wenn die zentralen (inneren) Blüten blühen, sind die seitlichen Blüten noch grüne Knospen. Zur Fruchtzeit verlängern sich die Blütenstiele der zentralen Blüten oft um das Doppelte (bis 50 Millimeter) und bilden einen „sekundären Blütenstand“, während die seitlichen Blüten erst zu blühen beginnen oder sich zurückbilden und vorzeitig verwelken. Die drei Fruchtblätter sind zu einem oberständigen, rundlichen oder herzförmigen Fruchtknoten verwachsen und bilden eine Kapselfrucht mit breiten, flachen Samen.

### Chromosomensatz
Die Chromosomengrundzahl beträgt x = 8; es tritt Diploidie, zuweilen auch Tetraploidie auf mit Chromosomenzahlen von 16 und 32.

## Unterscheidung ähnlicher Arten
Allium amethystinum wurde oft mit Allium sphaerocephalon L. und Allium guttatum Steven verwechselt, die sich im Habitus ähneln. Von A. guttatum haben die beiden Unterarten A. guttatum subsp. dalmaticum und A. guttatum subsp. guttatum rosafarbene bis violette Blüten, so dass Exemplare oft fälschlicherweise als Allium amethystinum identifiziert wurden. Ein wichtiges Unterscheidungsmerkmal ist der so genannte „zweite Blütenstand“ von A. amethystinum, der sich aus dem unterschiedlichen Zeitpunkt der Blüte und der Fruchtbildung zwischen den seitlichen und den zentralen Blüten desselben Blütenstandes ergibt. Dabei entwickelt sich während der Anthese ein charakteristischer Schopf, indem sich die Blütenstiele der zentralen Einzelblüten deutlich verlängern.
Es gibt weitere Unterscheidungsmerkmale zwischen den Arten. A. sphaerocephalon hat meist zwei Doldenhüllblätter, die kürzer als der Blütenstand sind und lange halten. A. guttatum hat fadenförmige, abgeflachte Laubblätter, große, häutige Doldenhüllen, variierende Blütenfarben und dreikantige Samen. Der Typus A. guttatum subsp. guttatum hat meist cremeweiße Blütenhüllblätter, die braun oder grün gefleckt sind.

## Vorkommen
Der Amethyst-Lauch ist in Italien (einschließlich Sizilien), auf dem Balkan und in Griechenland (einschließlich der Ionischen Inseln, des Peloponnes, der Kykladen, der Ägäis und Kreta), auf Zypern und in der Westtürkei verbreitet. Er besiedelt sonnige, kalkhaltige, steinige, grasige und buschige Hänge sowie kultivierte und brachliegende Felder von der Küste bis in Höhenlagen von 1200 Metern.

## Systematik
Die Erstveröffentlichung von Allium amethystinum erfolgte 1828 durch Ignaz Friedrich Tausch in Sylloge plantarum novarum itemque minus cognitarum, Band 2, S. 256. Das Artepithetum amethystinum bedeutet „amethystfarben“. Die Art gehört zur typischen Sektion Allium innerhalb der Untergattung Allium in der Gattung Allium L. Allium amethystinum ist eng verwandt mit Allium sphaerocephalon L. und wurde von einigen Autoren als dessen Unterart Allium sphaerocephalon subsp. rollii (A.Terracc.) K.Richt. eingeordnet. Diese Unterart gilt heute als ein Synonym von Allium amethystinum. Weitere Synonyme sind Allium rollii A.Terracc., Allium segetum Jan ex Schult. & Schult.f. und Allium stojanovii Kov.

## Verwendung
Der Amethyst-Lauch ist als Zierpflanze verbreitet. Er lässt sich gut in steinige Steppenpflanzungen und halbtrockene mediterrane Beete integrieren, z. B. in Kombination mit Steppen-Salbei, Mexikanischem Federgras und Lavendel. Geeignet sind sonnige, warme Standorte auf durchlässigem, humusarmem und mäßig nährstoffreichem Boden. Häufig angeboten wird die Sorte ‘Red Mohican’ mit intensiver roten Blüten und inneren Blüten, deren Blütenstiele deutlich länger sind als die der äußeren Blüten. Die Sorte ‘Forelock’ hat bräunlich-violette Blüten. Der Amethyst-Lauch gilt als winterhart bis −30 °C (Zone 4 bis 5).